# Bujwidze

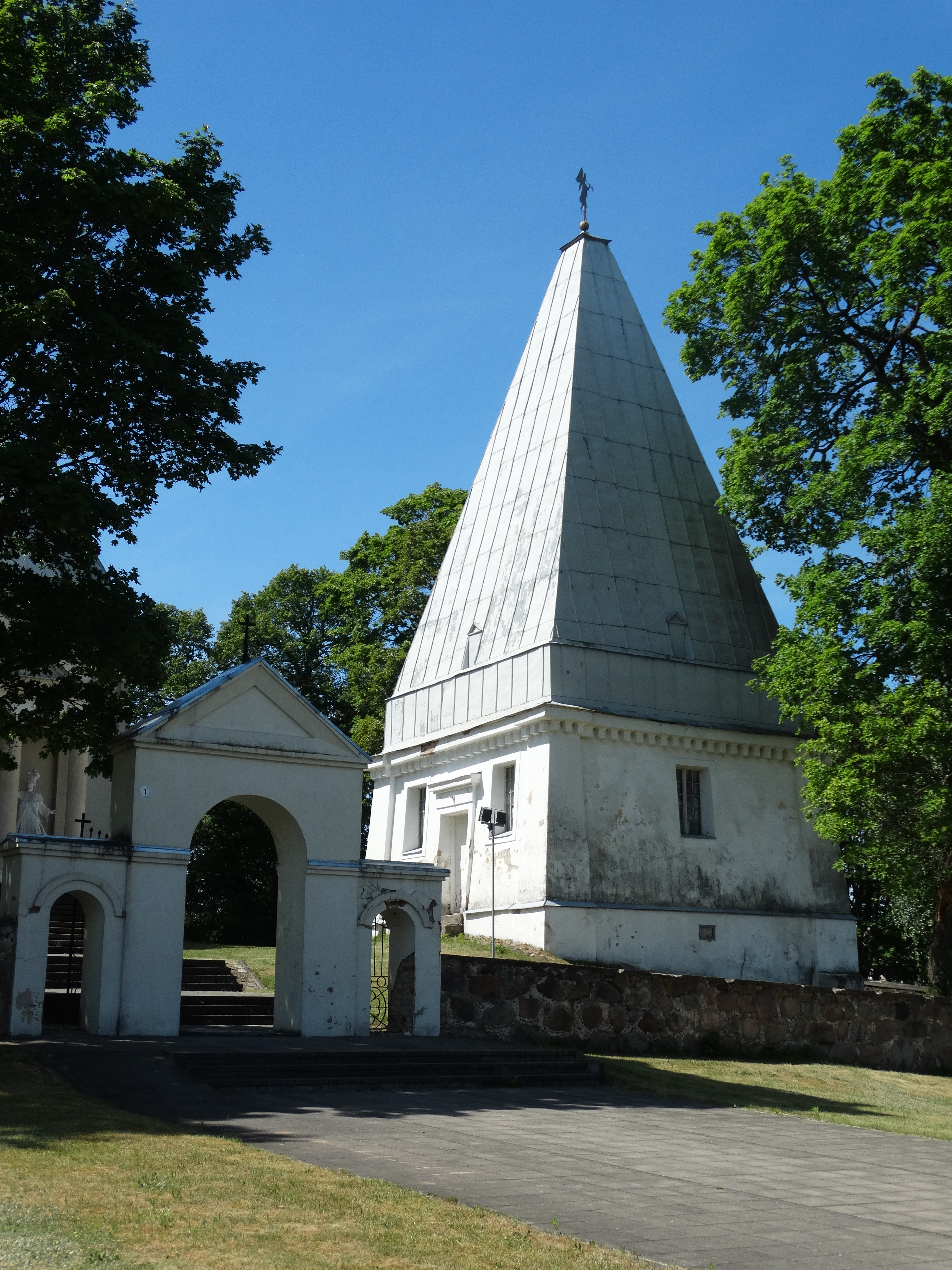
Kaplica Radziszewskich

Bujwidze (lit. Buivydžiai) – wieś na Litwie, w okręgu wileńskim, w rejonie wileńskim, siedziba gminy Bujwidze, do 1945 w Polsce, w województwie wileńskim, w powiecie wileńsko-trockim, w gminie Mickuny.
Bujwidze leżą nad Wilią, przy granicy białorusko-litewskiej.

## Ludność
W 2001 r. wieś zamieszkiwało 261 osób. W całej gminie bujwidzkiej na 1367 mieszkańców, w 1990 roku 1297 osób stanowili Polacy, 13 – Litwini, 30 – Rosjanie oraz 27 inni. W odległości 3 km znajduje się wieś Bujwidze II, mająca 6 mieszkańców.
Miejscową gwarę dialektu północnokresowego języka polskiego opisała w 1997 Barbara Dwilewicz.
Pomimo twierdzeń o niedawnej jeszcze „litewskości” mieszkańców, których autorzy powołują się na badania francuskiego naukowca (Robert Gauthiot, Le parler de Buividze, studium o gwarze „Buividz” z 1903 r.) miejscowa ludność co najmniej od XVIII w. mówi po polsku, a badane przez Francuza „Buivydžiai” znajdują się w obecnym rejonie rakiszeckim w okręgu poniewieskim.

## Nazwa
W najstarszych dokumentach z XVI wieku nazwa osady brzmi Bujwidy bądź Bojwidy. Nazwę wywodzi się od dość pospolitego niegdyś imienia bądź nazwiska „Bujwid”. Nazwa litewska „Buivydžiai” jest pochodną polskiej i została wprowadzoną administracyjnie – miejscowa ludność używa nadal dawnej nazwy.

## Historia
Pierwsza wzmianka historyczna dotycząca Bujwidz datuje się na rok 1537 i związana jest z listem kanclerza wielkiego litewskiego Jana Jurewicza Hlebowicza z nadaniem Andrzejowi Dłuskiemu służb 7 ludzi we włości Ławaryskiej y Bujwidzkiey. Właścicielem Bujwidz w tym czasie był Andrzej Dłuski. Majątek ten był nadany Dłuskim przez króla Zygmunta II Augusta. Zachował się testament Andrzeja Dłuskiego, który swoje posiadłości dzieli między sześciu synów (Jana, Mikołaja, Jerzego, Hieronima, Aleksandra i Piotra). Bujwidze w tym dokumencie brzmią jako Bojwidzi. W 1617 r. Jan Dłuski, wnuk Andrzeja, sprzedaje Bujwidze Urbanowiczowi Daugialle Bieleckiemu. W 1621 r. na mocy przywileju nadanego przez króla Zygmunata II Wazę Bujwidze stają się majątkiem lennym. Natomiast w 1642 r. król Władysław IV prawem wieczystym i lennym nadaje Bujwidze Cypryanowi Brzostowskiemu herbu Strzemię, a król Michał Korybut Wiśniowiecki dobra lenne zmienia w dziedziczne. Jednak w już w 1643 r. Cypryan Brzostowski zrzekł się tych dóbr na korzyść Zakonu Augustianów (Kanoników Regularnych) sprowadzonych na Litwę jeszcze za panowania Jagiełły. W 1782 r. hrabia Michał Brzostowski wraz ze swym szwagrem Michałem Radziszewskim wytoczył proces zakonnikom usuwając ich z Bujwidz. W 1784 Michał Brzostowski sprzedaje Bujwidze swojemu szwagrowi Michałowi Radziszewskiemu, który przyczynił się do ich rozbudowy. Po śmierci Michała Bujwidze odziedziczył jego syn Stanisław Radziszewski. Za udział w Powstaniu listopadowym w 1831 r. Bujwidze zostały mu skonfiskowane przez rosyjskich zaborców. Kolejnymi właścicielami wsi stali się Jurkiewiczowie, Łojkowie, Makowscy. Po 1921 roku w składzie II Rzeczypospolitej.
W Bujwidzie w 1925 urodził się Wacław Kapusto – polski fotografik i fotoreporter.

## Zabytki
- Na wzgórzu nad Wilią przy ujściu do niej rzeczki Bujwidki, według projektu architekta Wawrzyńca Gucewicza, Michał Radziszewski zbudował pałac. W pierwszej połowie XIX w. we dworze był utworzony jedyny na Litwie szpital dla chłopów dworskich. Dzisiaj po pałacu pozostał jedynie fundament.
- Po wygraniu procesu M. Radziszewski rozpoczął budowę kościoła parafialnego. Na miejscu starego kościółka filialnego został wybudowany drewniany kościół pod wezwaniem św. Jerzego. Kościół spłonął w 1982 r., a w ciągu kilku lat staraniami wiernych wybudowano nową murowaną świątynię, zachowującej kształt poprzedniej.
- Kaplica murowana przy kościele, gdzie obecnie spoczywają zwłoki Michała Radziszewskiego, jego dwu żon i dzieci.

## Bujwidze w literaturze
Tadeusz Konwicki, w powieści „Bohiń”, 1987, opisuje Bujwidze w drugiej połowie XIX w.:

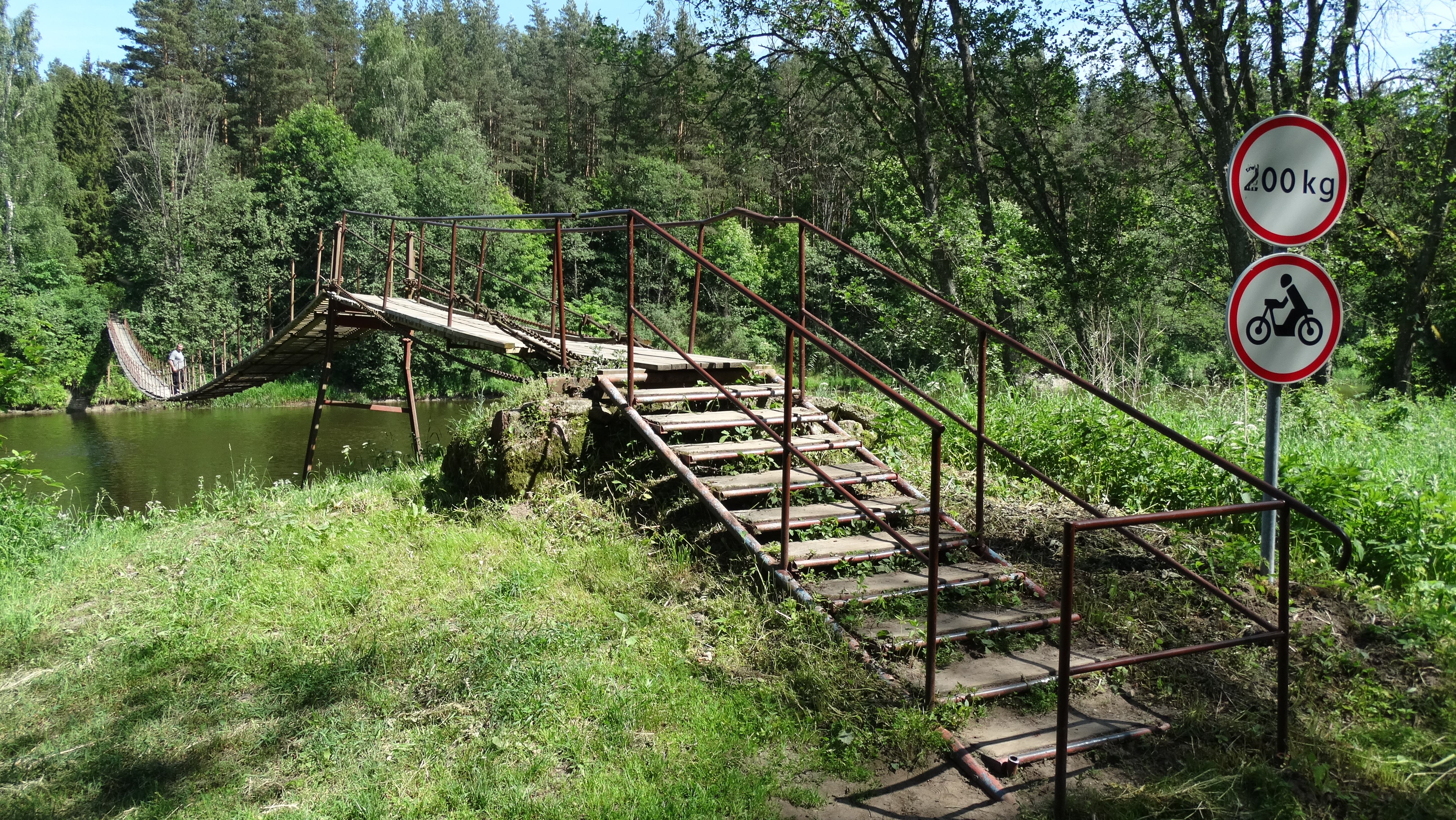
Most nad rzeką Wilią (lit. Neris)

Kiedy przejechali strumień, pełen wijących się jak piskorze wodorostów, droga znowu wspięła się na piaszczysty pagór, las rozstąpił się ukazując tuż przed sobą zaczajone miasteczko Bujwidze. Zobaczyli kościół śród drzew na wzgórzu okolony murkiem z kamieni polnych, pochyły plac przed kościołem, na którym stały bryczki, powoziki i zwykłe chłopskie wozy, parę kramów z obwarzankami i piernikami, a to wszystko otoczone kilkoma domami, co stanowiło sedno tego zagubionego w borach miasteczka.